# Siphonolaimus dorylus
Siphonolaimus dorylus är en rundmaskart. Siphonolaimus dorylus ingår i släktet Siphonolaimus och familjen Siphonolaimidae. Inga underarter finns listade i Catalogue of Life.